# Heteroscyphus montanus
Heteroscyphus montanus là một loài Rêu trong họ Geocalycaceae. Loài này được (Colenso) J.J. Engel & R.M. Schust. mô tả khoa học đầu tiên năm 1984.